# 七星桥站
七星桥站是一个沪昆铁路上的铁路车站，位于浙江省嘉兴市七星乡，建于1932年，目前为四等站，邮政编码为314002。目前客运：办理旅客乘降；行李、包裹托运；货运：办理整车货物发到。